# Alkmaion (Sohn des Amphiaraos)
Alkmaion (altgriechisch Ἀλκμαίων Alkmaíōn [Alkmaí̯ɔːn/]) war ein griechischer Heros, Sohn des Sehers Amphiaraos und der Eriphyle, Bruder des Amphilochos, aus Argos.
Seine Mutter hatte, von Polyneikes mit dem Halsband der Harmonia bestochen, ihren Gatten verraten: Amphiaraos wollte nicht am Feldzug der Sieben gegen Theben teilnehmen und hielt sich versteckt, denn er hatte vorausgesehen, dass er dabei den Tod finden würde. Vor seinem Aufbruch zum Feldzug trug er daher Alkmaion auf, ihn nach seinem unvermeidlichen Tod an der verräterischen Mutter zu rächen.
Als darauf die Söhne der vor Theben gefallenen Helden für eine zweite Heerfahrt gegen die Stadt rüsteten, ließ sich Eriphyle durch das kostbare Gewand der Harmonia von Neuem bestechen und veranlasste ihre beiden Söhne zur Teilnahme an dem Zug. Alkmaion, zum Oberhaupt der Epigonen gewählt, tötete den Laodamas im Zweikampf und eroberte und zerstörte Theben.
Nach dem Feldzug erfüllte er den Auftrag des Vaters und ermordete seine Mutter, wurde aber dafür von den Erinnyen verfolgt, bis er in Phegeia, dem späteren Psophis, in Arkadien von König Phegeus entsühnt wurde. Phegeus gab ihm seine Tochter Arsinoë zur Frau. Sie erhielt nun die verhängnisvollen Kleinode.
Darauf wurde Arkadien von Unfruchtbarkeit heimgesucht, und Apollon verkündete, Alkmaion werde nicht eher zur Ruhe kommen, als bis er in ein Land komme, welches bei der Ermordung seiner Mutter noch nicht von der Sonne beschienen worden sei; an des Acheloos Mündung werde er es finden. Alkmaion machte sich dorthin auf und fand neu angeschwemmtes Land. Er siedelte sich hier an, heiratete Kallirrhoë, die Tochter des Flussgottes. Um ihr das Halsband und den Peplos zu holen, kehrte Alkmaion nach Phegeia zurück. Er gab vor, er wolle die Kleinode dem Gott Apollon in Delphi opfern, um geheilt zu werden. Man gab sie ihm beide. Nachdem aber sein Diener den wahren Grund verraten hatte, wurde Alkmaion von den Söhnen des Phegeus für seine Untreue an Arsinoë getötet.
In Psophis stand, im Schatten heiliger Zypressen, sein Grabmal. Auch in Theben genoss er als Seher Heroenverehrung, so wie sein Vater in Oropos. Alkmaion gilt als Vater des Akarnan, welcher der Stammvater der Akarnanier in Mittelgriechenland ist.
Von den Tragikern wurde Alkmaions Geschichte vielfach benutzt, unter anderem von Euripides in der Tragödie Alkmaion in Psophis.